# Лихачі (Нижньогородська область)
Лихачі (рос. Лихачи) — присілок в Дивеєвському районі Нижньогородської області Російської Федерації.
Населення становить 122 особи. Входить до складу муніципального утворення Глуховська сільрада.

## Історія
Від 2009 року входить до складу муніципального утворення Глуховська сільрада.

## Населення
| 2002 | 2010 |
| ---- | ---- |
| 143  | ↘122 |